# 黄色荧光蛋白

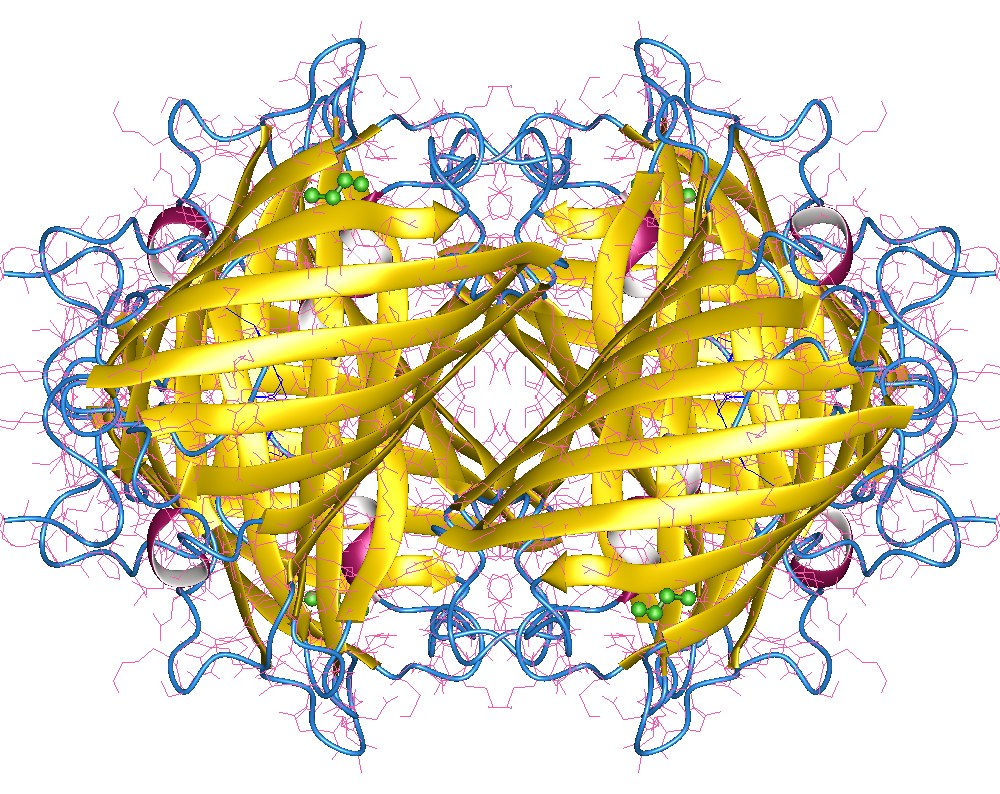
黄色荧光蛋白

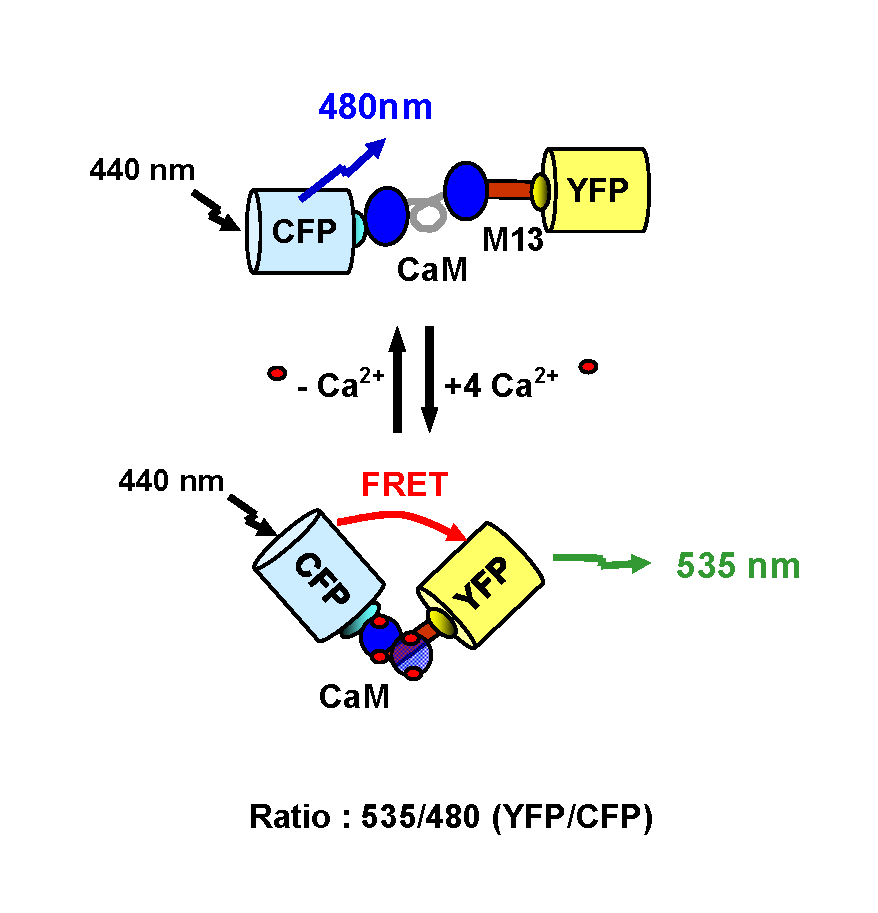
常见的CFP-YFP的FRET

黄色荧光蛋白（缩写YFP）是一种绿色荧光蛋白（GFP）的变体，能发出黄色荧光（激发峰517nm，发射峰527nm），从GFP变为YFP至少需要蛋白质序列上四个氨基酸残基（aa）发生改变，其中最重要的是203号位的苏氨酸变为酪氨酸（T203Y），常作为青色荧光蛋白（CFP）荧光共振能量转移的受体。